# Александрија Митровић
Александрија Митровић (Ташкент, 14. април 2004) српска је атлетичарка која се такмичи у троскоку.

## Достигнућа
Александрија Митровић је освојила бронзане медаље на Првенствима Европе за јуниоре (2023) и млађе сениоре (2025) у дисциплини троскок.

## Значајнији резултати
| Представљајући Србију | Представљајући Србију               | Представљајући Србију | Представљајући Србију | Представљајући Србију | Представљајући Србију |
| Година                | Такмичење                           | Место                 | Пласман               | Резултат              | Референце             |
| --------------------- | ----------------------------------- | --------------------- | --------------------- | --------------------- | --------------------- |
| 2023.                 | Европско првенство за јуниоре       | Јерусалим             | 3.                    | 13,40 м               | [ 2 ]                 |
| 2025.                 | Првенство Балкана у дворани         | Београд               | 1.                    | 13,59 м               | [ 4 ]                 |
| 2025.                 | Европско првенство за млађе сениоре | Берген                | 3.                    | 13,84 м               | [ 3 ]                 |

## Лични рекорди
- Скок увис: 1,77 м (Сремска Митровица, 26. септембар 2020)

- Скок удаљ: 6,10 м (Београд, 23. децембар 2023)
- Троскок: 13,92 м (Александрија, 7. јун 2025)